# Ermitage Sainte-Cécile
L'ermitage Sainte-Cécile est un ermitage situé à Valay (Haute-Saône), en France.

## Localisation
L'ermitage est situé sur la commune de Valay, dans le département français de la Haute-Saône.

## Historique
L'édifice est inscrit au titre des monuments historiques en 1994.